# Juan Gualberto González Bravo
Juan Gualberto González Bravo y Delgado (Encinasola, provincia de Huelva, 11 de julio de 1777 - 27 de noviembre de 1857), humanista, músico, escritor y político español.

## Biografía
Hizo sus primeros estudios en Badajoz y los continuó en la Universidad de Sevilla; a principios del XIX ya era doctor en leyes y ejerció como abogado en el bufete de Ángel Ortega. Dio clases en la Universidad de Sevilla y formó parte de su Real Audiencia. Durante la Guerra de la Independencia fue nombrado oidor de la Audiencia de Guatemala. Tras cinco años en esas tierras, volvió a España y fue designado Fiscal togado del Supremo Consejo de Indias. Durante el Trienio Liberal (1820-1823) ejerció también como Fiscal del Consejo de la Guerra. En 1833, reinando aún Fernando VII, fue ministro de Gracia y Justicia; por entonces, como Notario mayor del reino, presidió y firmó el acta por la que Isabel II, con apenas tres años, fue jurada reina de España. En 1834 fue relevado y en el verano de ese mismo año fue nombrado procurador en Cortes de la Provincia de Huelva y más tarde senador vitalicio (1845-1857). Soltero toda su vida, pasó sus últimos años atendido y cuidado por su ahijada Engracia Osorio. Donó su fortuna a los pobres y a hacer obras públicas en su pueblo natal de Encinasola; con esta manda se construyó allí el puente del Silio.
Era un notable violinista, que ofreció conciertos todas las semanas los miércoles de ocho a once de la noche en su casa, acompañado de su amigo y gran músico, el violinista y compositor Jesús de Monasterio. Tradujo a los bucólicos latinos Virgilio, Calpurnio Sículo y Nemesiano, así como el Arte poética de Horacio. Publicó unas Obras completas en 1844 en tres volúmenes, aunque el libro ya estaba escrito en 1822.

## Obras
- Obras en verso y prosa, Madrid: Imprenta de Alegría y Charlain. 1844. 3 vols. en cuarto.
  - Tomo 1: Comprende la traducción de la Epístola de Horacio a los Pisones de Horacio y de las Églogas de Virgilio.
  - Tomo 2: Comprende la traducción de las Églogas de Nemesiano y de Calpurnio Sículo y algunas traducciones y composiciones sueltas.
  - Tomo 3: Comprende varias materias sobre la versificación latina y castellana y sobre sinónimos y gramática.